# Creditanstalt
El Creditanstalt  (también Credit-Anstalt o CA) era un banco austriaco. El Creditanstalt tenía su sede en Viena, fundado en 1855 como K. k. priv. Österreichische Credit-Anstalt für Handel und Gewerbe (traducido aproximadamente como: Instituto de Crédito para el Comercio y la Industria real e imperial de Austria) por la familia Rothschild. Con mucho éxito, se convirtió en el mayor banco de Austria-Hungría. Se declaró en bancarrota el 11 de mayo de 1931. Se ha nombrado que este hecho resultó en una crisis financiera global, y en última instancia en las quiebras bancarias de la Gran Depresión.: 2–3  El banco fue en última instancia rescatado por el Oesterreichische Nationalbank y por los Rothschilds y se fusionó con el Wiener Bankverein, cambiando así su nombre por el de Creditanstalt-Bankverein.
Después del Anschluss (absorción) entre la Alemania nazi y Austria, Creditanstalt-Bankverein fue objeto de ataques por motivos tanto financieros como raciales. A principios de marzo de 1938 los nazis lanzaron al presidente judío del banco, Franz Rothenberg, de un vehículo en movimiento (un incidente al que sobrevivió) y después pidieron compensaciones económicas al barón Louis Rothschild por pérdidas sufridas por el estado austríaco cuando el banco colapsó. Creditanstalt-Bankverein fue más tarde controlado por el Deutsche Bank.
Después de la II Guerra Mundial, el banco fue nacionalizado y se convirtió principalmente en un banco comercial altamente involucrado en la economía de Austria, tomando participaciones en importantes compañías austriacas como Wienerberger, Steyr-Daimler-Puch, Lenzing AG y Semperit.
En 1997, las acciones en posesión del estado fueron vendidas al Bank Austria (BA), resultando en una crisis en la coalición de partidos gobernantes, el SPÖ y el ÖVP, debido a que el Creditanstalt era considerado como parte de la esfera de influencia de los conservadores, mientras que el BA con sus raíces como Caja de Ahorros Central de Viena (Zentralsparkasse) era considerado que permanecía políticamente a la izquierda. La fusión no fue finalizada hasta 2002, con la creación del Bank Austria Creditanstalt, que se convirtió en parte del grupo alemán HypoVereinsbank (HVB). HVB ha sido ahora adquirido por UniCredit.